# Colgate Hall of Fame Classic
O Colgate Hall of Fame Classic foi um torneio masculino de golfe que integrava o calendário oficial do PGA Tour de 1973 a 1982 no Clube de Golfe Pinehurst, em Pinehurst, Carolina do Norte, nos Estados Unidos.
Em 1974, Johnny Miller vence Bob Murphy, Jack Nicklaus e Frank Beard no playoff. Eles haviam terminado empatados com 281 tacadas, três abaixo do par.
Em 1975, após terminarem empatados com 280 tacadas, quatro abaixo do par, Jack Nicklaus e Billy Casper tiveram que se enfrentar no playoff. Nicklaus vence o desempate.

## Campeões
| Ano                               | Campeão         | Pontuação    | Par          |
| Hall of Fame                      | Hall of Fame    | Hall of Fame | Hall of Fame |
| --------------------------------- | --------------- | ------------ | ------------ |
| 1982                              | Jay Haas        | 276          | −8           |
| 1981                              | Morris Hatalsky | 275          | −9           |
| 1980                              | Phil Hancock    | 275          | −9           |
| Colgate Hall of Fame Classic      |                 |              |              |
| 1979                              | Tom Watson      | 272          | −12          |
| 1978                              | Tom Watson      | 277          | −7           |
| Colgate Hall of Fame Golf Classic |                 |              |              |
| 1977                              | Hale Irwin      | 264          | −20          |
| World Open Golf Championship      |                 |              |              |
| 1976                              | Raymond Floyd   | 274          | −10          |
| 1975                              | Jack Nicklaus   | 280          | −4           |
| 1974                              | Johnny Miller   | 281          | −3           |
| 1973                              | Miller Barber   | 570          | +2           |